# Szent Tarzíciusz
Szent Tarzíciusz (Róma környéke, 240 körül – Róma, 257. augusztus 15.) a katolikus egyház szentje, a ministránsok, elsőáldozók, valamint az akolitusok védőszentje.

## Élete
Tarzíciusz 240 körül született Róma környékén. Szüleiről semmit sem tudunk. Fiatal korában akolitus lett. A keresztényüldözések idején az akolitusok feladata a betegeknek, az öregeknek és a börtönben lévőknek az Oltáriszentség kiszolgáltatása. Egy szentmise után, melyet akkoriban a katakombákban tartottak, Tarzíciuszt megbízták azzal, hogy a börtönben lévőknek vigye el és szolgáltassa ki az Oltáriszentséget. Útközben azonban pogány fiatalok állították meg, akiknek feltűnt Tarzíciusz igyekezete, ugyanis látták, hogy valamit rejteget a ruhája alatt. Mivel a fiatalok valószínűleg ismerték, ezért talán azt gondolták, hogy valamilyen keresztény dolgot visz magával. Kíváncsiak voltak, hogy vajon Tarzíciusz mit rejteget ruhája alatt, ezért elkezdték lökdösni, ráncigálni, mivel el akarták venni tőle amit rejtegetett, az Oltáriszentséget. Ő védte minden erejével, jobban féltette, mint saját magát. Mikor az emberek észrevették, hogy a fiatalok egy kisfiút bántanak, elkergették őket, de már késő volt. Tarzíciusz belehalt a sok ütésbe, taposásba, ütlegelésbe, kődobálásba és rúgásba, de az Oltáriszentséget nem engedte meggyalázni.
Tarzíciuszt a Via Appián temették el a Kallixtusz-katakombákba. Damazusz pápa díszes síremléket állított neki, és szarkofágjára verses feliratot vésetett. 767-ben I. Pál pápa Tarzíciusz és más régi vértanú földi maradványait a Szent Szilveszter-templomba vitette. 1569-ben ereklyéit a templom főoltára alá helyezték.